# Gołąbek różnobarwny

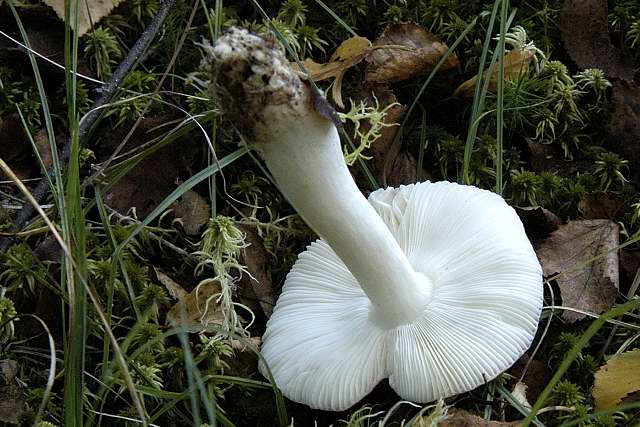

Gołąbek różnobarwny (Russula versicolor Jul. Schäff.) – gatunek grzybów należący do rodziny gołąbkowatych (Russulaceae).

## Systematyka i nazewnictwo
Pozycja w klasyfikacji według Index Fungorum: Russula, Russulaceae, Russulales, Incertae sedis, Agaricomycetes, Agaricomycotina, Basidiomycota, Fungi.
Po raz pierwszy opisał go w 1931 r. Julius Schäffer i nadana przez niego nazwa naukowa jest aktualna. Polską nazwę nadała Alina Skirgiełło w 1991 r.

## Morfologia
Kapelusz
Średnica 2–4,5 cm, kruchy, najpierw wypukły z równym i zaokrąglonym brzegiem, ale szybko rozpłaszczający się z karbowanym brzegiem, na koniec z małym wklęśnięciem na środku. Jest zwykle wielobarwny; różowoliliowy, purpurowożółty, u starszych okazów na środku żółtawooliwkowy do ciemno oliwkowoczarniawego. Skórka gładka, w czasie wilgotnej pogody lepka i błyszcząca, dająca się odedrzeć dość daleko.
Blaszki
Cienkie, dość rzadkie, wolne, czasem z nielicznymi blaszeczkami, gdzieniegdzie rozwidlone, przy brzegu kapelusza zaokrąglone, ze zmarszczkami, kremowe do jasnoochrowych.
Trzon
Wysokość 2–6 cm, grubość 0,5–1 cm, cylindryczny, dołem szerszy, kruchy, początkowo pełny, potem watowaty do komorowatego. Powierzchnia u młodych okazów gładka, u starszych nieco żeberkowana,, biała, ale po kilku godzinach żółknąca.
Miąższ
Kruchy, tylko na środku dość gruby, biały, powoli żółknący. Ma słaby, owocowy zapach, w smaku początkowo łagodny, ale po dłuższym czasie i u starych okazów ostry. Pod działaniem FeSO4 przeważnie szybko zmienia barwę na mięsistoróżową.
Wysyp zarodników
Jasnokremowy.
Cechy mikroskopowe
Podstawki 25–40 × 8–10 µm. Bazydiospory 6–9 × 5–7 µm, elipsoidalnie wydłużone lub jajowate, niezupełnie amyloidalne, pokryte brodawkami, czasem połączonymi łącznikami, miejscami przechodzącymi w niskie grzebienie, łysinka widoczna. Cystydy dość liczne, 50–80 × 7–9 µm wrzecionowate, często z krótkim kończykiem, w sulfowanilinie czerniejące. W skórce są dermatocystydy.
Gatunki podobne”
Nieco podobny jest gołąbek skromny (Russula puellaris), który odróżnia się łagodnym smakiem i jaśniejszym, białawym wysypem zarodników.

## Występowanie i siedlisko
Występuje w Ameryce Północnej, Europie i Azji. Najwięcej stanowisk podano w Europie i jest tu szeroko rozprzestrzeniony. W Polsce Władysław Wojewoda w 2003 r. przytoczył 9 stanowisk, w późniejszych latach podano następne. Aktualne stanowiska podaje także internetowy atlas grzybów. Znajduje się w nim na liście gatunków zagrożonych i wartych objęcia ochroną.
Naziemny grzyb mykoryzowy występujący w lasach liściastych i mieszanych, zwłaszcza w sąsiedztwie brzóz.